# Krailling
Krailling település Németországban, azon belül Bajorországban. Lakosainak száma 7895 fő (2023. december 31.).

## Népesség
A település népessége az elmúlt években az alábbi módon változott:
| Lakosok száma | 290  | 3725 | 7331 | 7346 | 7505 | 7575 | 7644 | 7697 | 7895 | 7895 |
|               | 1875 | 1950 | 1975 | 1987 | 2012 | 2014 | 2016 | 2017 | 2021 | 2023 |